# Susse Wold
Susse Wold, född 17 november 1938 i Frederiksberg, är en dansk skådespelare. Hon är dotter till Marguerite Viby och var gift med skådespelaren Bent Mejding från 1983 till hans död.

## Biografi
Wold har på en rad scener i Köpenhamn visat sin friska charm och sin kloka karaktärsteckning. Bland hennes roller på Det Kongelige Teater märks Pernille i Ludvig Holbergs Den stundesløse och Maggie i Arthur Millers Efter syndafallet. På 1970-talet var hon den ledande skådespelaren vid sin blivande man Bent Mejdings teater Alléscenen.
Wold var också verksam som sångerska, bland annat i operettroller. I dansk film har hon gjort sig bemärkt som typiskt mörk femme fatale i en rad lustspel, och för sin starka tolkning av modern i filmatiseringen av Klaus Rifbjergs Den kroniske uskyld (1985). Hon medverkade även i den danska TV-serien Matador, där hon spelade Gitte Graa, älskarinna till Jørgen Varnæs, som spelades av Bent Mejding.
Från 1986 har Wold arbetat mycket som aktivist och president för den danska AIDS-fonden.

## Filmografi i urval
- 1959 – Charles' tante
- 1962 – Den kära familjen
- 1964 – Värdshuset Vita Hästen
- 1970–1977 – Huset på Christianshavn (TV-serie)
- 1978–1981 – Matador (TV-serie)
- 1985 – Den kroniska oskulden
- 2012 – Jakten
- 2020 – En runda till

## Teater

### Roller
| År   | Roll                | Produktion                          | Regi          | Teater                   |
| ---- | ------------------- | ----------------------------------- | ------------- | ------------------------ |
| 1973 | Amanda Prynne       | Jag älskar dig markatta Noël Coward | Per Gerhard   | Vasateatern              |
| 1994 | Elna Hiort-Lorenzen | Magisk cirkel Per Olov Enquist      | Peter Steen   | Privatteatret, Köpenhamn |
| 2000 | Irina               | Søstrene Per Olov Enquist           | Peter Langdal | Betty Nansen Teatret     |